# Ralf Krewinkel
Ralf Karel Hubert Krewinkel (Kerkrade, 12 de noviembre de 1974) es un político del Partido del Trabajo (PvdA) de los Países Bajos. 
Desde el 31 de agosto de 2015 hasta el 18 de marzo de 2019, fue el alcalde de la ciudad de Heerlen. Anteriormente, se había desempeñado como alcalde del municipio de Beek desde 2011 hasta 2015